# Groove Garden (band)
Groove Garden is een Nederlandse rockband uit Utrecht. De band bestaat uit vijf leden. 

## Biografie
De Utrechtse band Groove Garden maakt al sinds 2008 Utrecht en omgeving onveilig met hun groovy tunes. Onder leiding van vocalist Ivo Schwengle is de band uitgegroeid tot een begrip in de Utrechtse muziekscene. Ook radiozender 3FM pikt de band op. Groove Garden is met regelmaat te horen in de Freaknacht en te zien op Nederland drie, in de show van Barend van Deelen en Wijnand Speelman.

## Bandleden
De originele bezetting van Groove Garden bestond uit Ivo Schwengle, Pim Harthoorn, Peter Huting en Kees Brinkman. Begin 2012 voegde gitarist Stefan de Bruijne zich bij Groove Garden. Eind 2012 verliet Brinkman de band en nam Ruben Marseille zijn plaats in achter de drums.

## Singles
| Single met eventuele hitnotering(en) in de Nederlandse Top 40 | Datum van verschijnen | Datum van binnenkomst | Hoogste positie | Aantal weken | Opmerkingen |
| ------------------------------------------------------------- | --------------------- | --------------------- | --------------- | ------------ | ----------- |
| Superstar                                                     | 10-11-2011            | -                     | -               | -            | -           |
| Not Impossible                                                | 07-12-2012            | -                     | -               | -            | -           |